# Jevgeni Popov (schrijver)

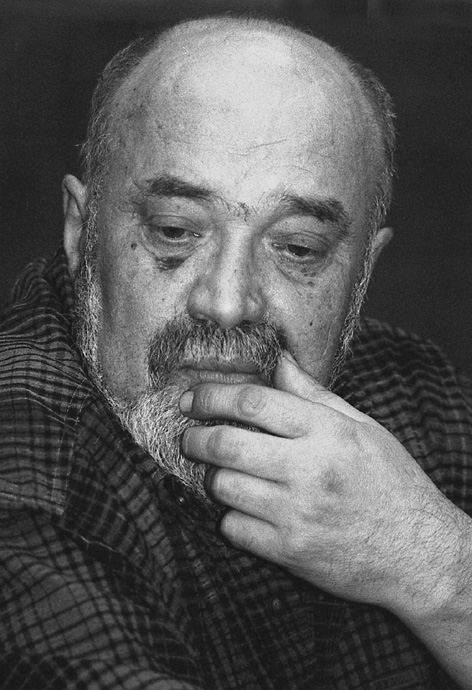
Jevgeni Popov

Jevgeni Anatoljevitsj Popov (Russisch: Евгений Анатольевич Попов) (Krasnojarsk, 5 januari 1946) is een Russisch schrijver.

## Leven en werk
Popov studeerde geologie in Krasnojarsk en was geoloog in Siberië. Vanaf 1975 wijdde hij zich aan het schrijverschap. In dat jaar verscheen ook zijn eerste verhaal in ‘Novy Mir’, met een voorwoord van Vasili Sjoeksjin. In 1979 droeg hij bij aan de in Samizdat uitgegeven schrijversalmanak 'Metropol', samen met onder andere Vasili Aksjonov, Viktor Jerofejev, Andrej Bitov en Fazil Iskander, waarin ook veel werk werd gepubliceerd van relatief onbekende en in de Sovjet-Unie niet geaccepteerde schrijvers. Vanwege zijn bijdrage aan 'Metropol' werd Popov vervolgens uit de Bond van Sovjetschrijvers gezet, waar hij nog maar net zeven maanden in zat. Hij moest zijn oude beroep van geoloog weer oppakken om in zijn levensonderhoud te voorzien en wendde zich als schrijver tot de zogenaamde Underground. In 1980 kwam een verzamelband met verhalen uit in de Verenigde Staten. Na de perestrojka mocht hij weer in Rusland publiceren.
Popov heeft inmiddels zo’n 200 verhalen geschreven en een viertal romans. In Rusland geniet hij een grote populariteit. Veel van zijn werk heeft een satirische inslag. De kleine belevenissen van gewone mensen worden in zijn verhalen vaak tot in het absurde uitvergroot. Ook gebruikt hij regelmatig sprookjeselementen in zijn werk.
Anne Stoffel vertaalde een aantal verhalen van Popov in het Nederlands, onder de titel Waar het geld blijft (Wereldbibliotheek, 1991). Het verhaal Het groene massief werd opgenomen in de bloemlezing Moderne Russische verhalen (Uitgeverij Atlas, Amsterdam, 2009).